# Francesco Moricotti
Francesco Moricotti Prignano Butillo (Vicopissano, data incerta - Assís, 6 de febrer de 1394) va ser un cardenal italià, Degà del Sagrat Col·legi dels Cardenals i Vice-Canceller Apostòlic.

## Biografia
Nebot del Papa Urbà VI, és documentat per primera vegada com a canonge del capítol de la catedral metropolitana de Pisa el 3 de setembre de 1352, i en un altre document de 8 de febrer de 1355, més tard era el primicerius del capítol.
Triat arquebisbe de Pisa el 16 de maig de 1362, va renunciar-hi quan va ser promogut al cardenalat.
Va ser fet cardenal-presbíter en el consistori de 18 de setembre de 1378, rebent el títol de Sant Eusebi el 24 de novembre. Va ser nomenat governador de la Campagna el 21 d'abril de 1380. Passa per a l'orde dels cardenals-bisbes i rep la Diòcesi suburbicària de Palestrina, el juliol de 1380.
Nomenat degà del Col·legi dels Cardenals, el 1381. Acompanyava el Papa en els seus incomptables viatges. Regent de la Cancelleria Apostòlica, l'agost de 1382, nomenat vice-canceller de la Santa Església Romana el 22 d'octubre de 1385
Va morir el 6 de febrer de 1394, a Assís. Va ser enterrat en la Catedral de Pisa.

## Conclaves
- Conclave de 1389 - va participar com a degà de l'elecció del Papa Bonifaci IX[2]